# Невинна кръв
„Невинна кръв“ (на английски: Innocent Blood) е американска черна комедия на ужасите от 1992 г. на режисьора Джон Ландис, а сценарият е на Майкъл Уолк. Във филма участват Ан Парийо, Робърт Лоджия, Антъни Лапаля, Дон Рикълс, Анджела Басет и Чаз Палминтери.